# Tram van Münster

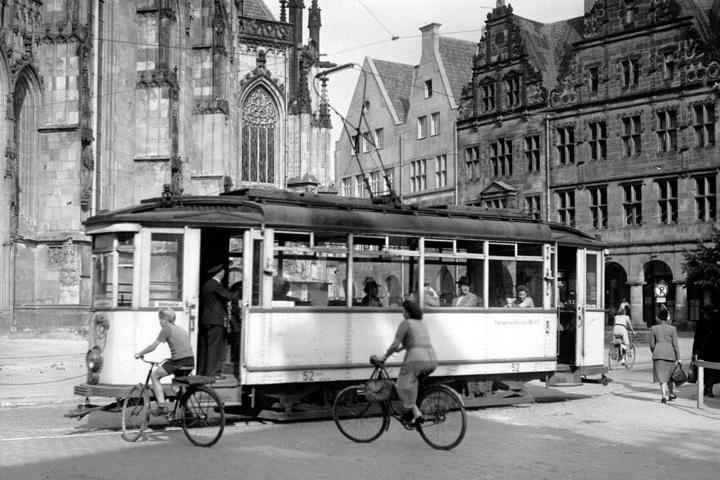
Gotha-trammotorwagen voor de St Lambertikirche in 1936

De tram van Münster (Duits: Straßenbahn Münster) was een tramnetwerk in de Duitse stad Münster. Het metersporige net had een lengte van 12 kilometer en kende vier lijnen die werden geëxploiteerd door de Stadtwerke Münster.

## Geschiedenis
Op 8 augustus 1888 reed de eerste paardentram door de stad. Deze werd in 1901 vervangen door een elektrische tram met 25 motorwagens en acht bijwagens. Er waren aanvankelijk 3 lijnen: rood, geel en groen. In 1913 kwam daar nog een vierde lijn bij, de blauwe lijn. 
Tijdens de Tweede Wereldoorlog werd de stad Münster getroffen door ruim 100 bombardementen. Al in juli 1941 werd de exploitatie onderbroken nadat talrijke bovenleidingen beschadigd waren geraakt. In de jaren daarna ontstond steeds weer schade door de oorlogshandelingen. Net als in de Eerste Wereldoorlog werden vrouwen ingezet om het mannelijke personeel te vervangen dat voor de dienstplicht was opgeroepen. Na de verwoesting van de krachtcentrale op 12 september 1944 - de voertuigenhal en werkplaatsen waren het jaar daarvoor al verwoest - werden de werkzaamheden tijdelijk stilgelegd.
Het eerste traject werd weer in gebruik genomen op 13 november 1946. Vanaf 1948 werden twee van de vier voormalige lijnen geëxploiteerd. In oktober 1954 werd lijn 2 vervangen door een trolleybus, die in 1949 in de stad Münster was gaan rijden. Op 24 november werd ook lijn 1 omgezet in een trolleybuslijn. In mei 1968 werden de trolleybussen in Münster vervangen door dieselbussen.

## Lijnen
| Lijn 1 (rood)  | Hafen (Halle Münsterland) – Hauptbahnhof – Servatiiplatz – Lambertikirche (Prinzipalmarkt) – Grevener Straße                 |
| Lijn 2 (geel)  | Warendorfer Straße – Servatiiplatz – Lambertikirche (Prinzipalmarkt) – Schützenhof (Hammer Straße)                           |
| Lijn 3 (blauw) | Wolbecker Straße – Servatiiplatz – Lambertikirche (Prinzipalmarkt) – Neubrückenstraße – Stadttheater, Stadthalle – Nordplatz |
| Lijn 4 (groen) | Schützenhaus – Ludgeriplatz – Hauptbahnhof – Wolbecker Straße                                                                |